# Белкино (Ямновский сельсовет)
Белкино — деревня в городском округе Бор Нижегородской области России. Входит в состав административно-территориального образования Ямновский сельсовет.

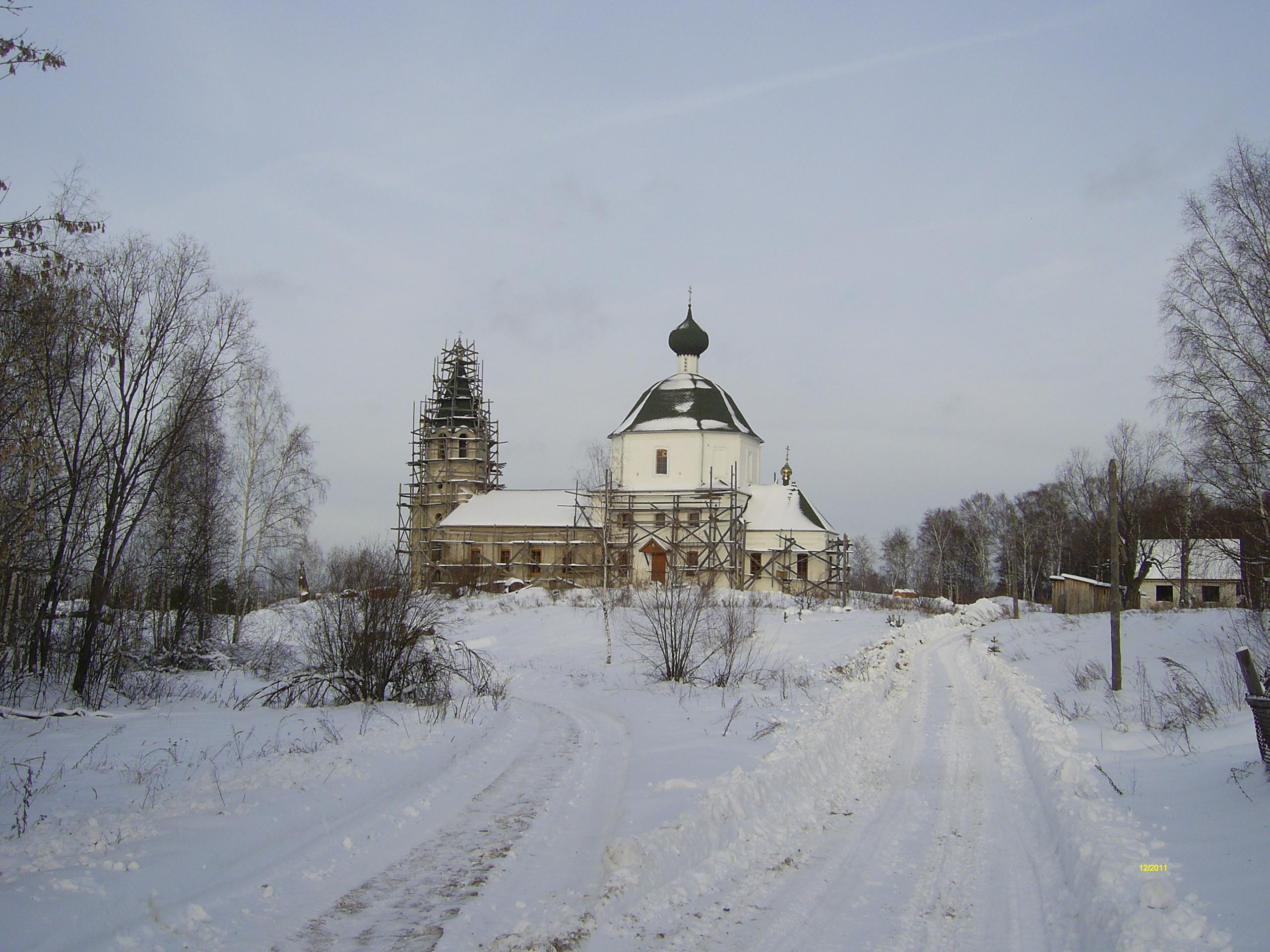
Церковь Рождества Пресвятой Богородицы в Белкино

## История
Белкино было основано в середине XVII века.
Первый холодный деревянный храм в селе был построен в 1744 году и освящён в честь Рождества Пресвятой Богородицы.
Через 5 лет появилась тёплая деревянная церковь, посвящённая празднику Сретения Господня. Каменный двухпрестольный храм построен, согласно надписи на кресте, в 1814 году. Существует легенда о том, что церковь строили пленные французы. Престолы храма были освящены в 1819 году. Прихожанами храма, кроме белкинцев, были жители деревень Никитино, Блохино, Трутнево, Ямново, Орлово.
Церковь закрыли в 1936 году. В 2007 году было начато её восстановление.
В 1870 году в селе имелась 31 кузница.
В 1889 году в селе открылась земская школа. Инициатором её открытия считается священник Николай Нечаев. Типовое здание школа получила в начале XX века. Его на собственные средства построил попечитель школы — нижегородский купец А. Е. Наумов.
В начале XX века в селе была создана пожарная дружина.
1 января 1925 года в Белкине начала свою работу гвоздарная артель.